# Auñón
Auñón è un comune spagnolo, situato nella comunità autonoma di Castiglia-La Mancia, di 52,57 km² con una popolazione di 151 abitanti (2022) ed una densità di 2,87 abitanti/km².

## Dislocazione
Auñón si trova a 230 chilometri da Cuenca (passando per l'autostrada N-320) ed a 48 km dalla città di Guadalajara.

## Feste
Durante la Settimana santa si celebra «la Pandorga». La festa patronale si celebra la domenica successiva, dopo l'8 settembre. Durante tutto il fine settimana ci sono balli, cerimonie religiose e culturali e la tradizionale corsa dei tori nelle strade della città.

## Evoluzione demografica
| 1991 |  | 1996 |  | 2001 |  | 2004 |  | 2008 |  | 2013 |
| ---- |  | ---- |  | ---- |  | ---- |  | ---- |  | ---- |
| 283  |  | 266  |  | 243  |  | 254  |  | 227  |  | 174  |

Grafico dell'evoluzione demografica di Auñón dal 1900 al 2017 

(Popolazione di diritto (1900-1991) o popolazione residente (2001))